# Cattedrale di Borongan
La cattedrale della Natività della Beata Vergine Maria (in filippino: Katedral ng Kapanganakan ng Mahal na Birheng Maria), conosciuta anche come Cattedrale di Borongan, è una cattedrale cattolica situata a Borongan, in Samar Orientale, Filippine. La cattedrale è sede della diocesi di Borongan.